# Lepadella minorui
Lepadella minorui är en hjuldjursart som beskrevs av Koste 1981. Lepadella minorui ingår i släktet Lepadella och familjen Lepadellidae. Inga underarter finns listade i Catalogue of Life.